# Oberhaslach (Ottobeuren)
Oberhaslach ist ein Ortsteil des oberschwäbischen Marktes Ottobeuren im Landkreis Unterallgäu.

## Geografie
Der Weiler Oberhaslach liegt auf einer Anhöhe etwa vier Kilometer südöstlich von Ottobeuren. Er ist über die Kreisstraße MN 21 mit dem Hauptort verbunden.

## Geschichte
Oberhaslach wurde bis etwa 1550 als Rybiss erwähnt. 1564 lebten in dem Ort 39 Menschen. Im 18. Jahrhundert wurde eine Wegkapelle Im Weiler erbaut, die jedoch in der Denkmalliste von 2021 fehlt. Eine weitere Wegkapelle wurde an der sogenannten Mariensteige im späten 19. Jahrhundert errichtet und erhielt eine Madonna aus dem 17. Jahrhundert; diese ist in die Liste der Baudenkmäler in Oberhaslach eingetragen.